# Jeremy Burgess

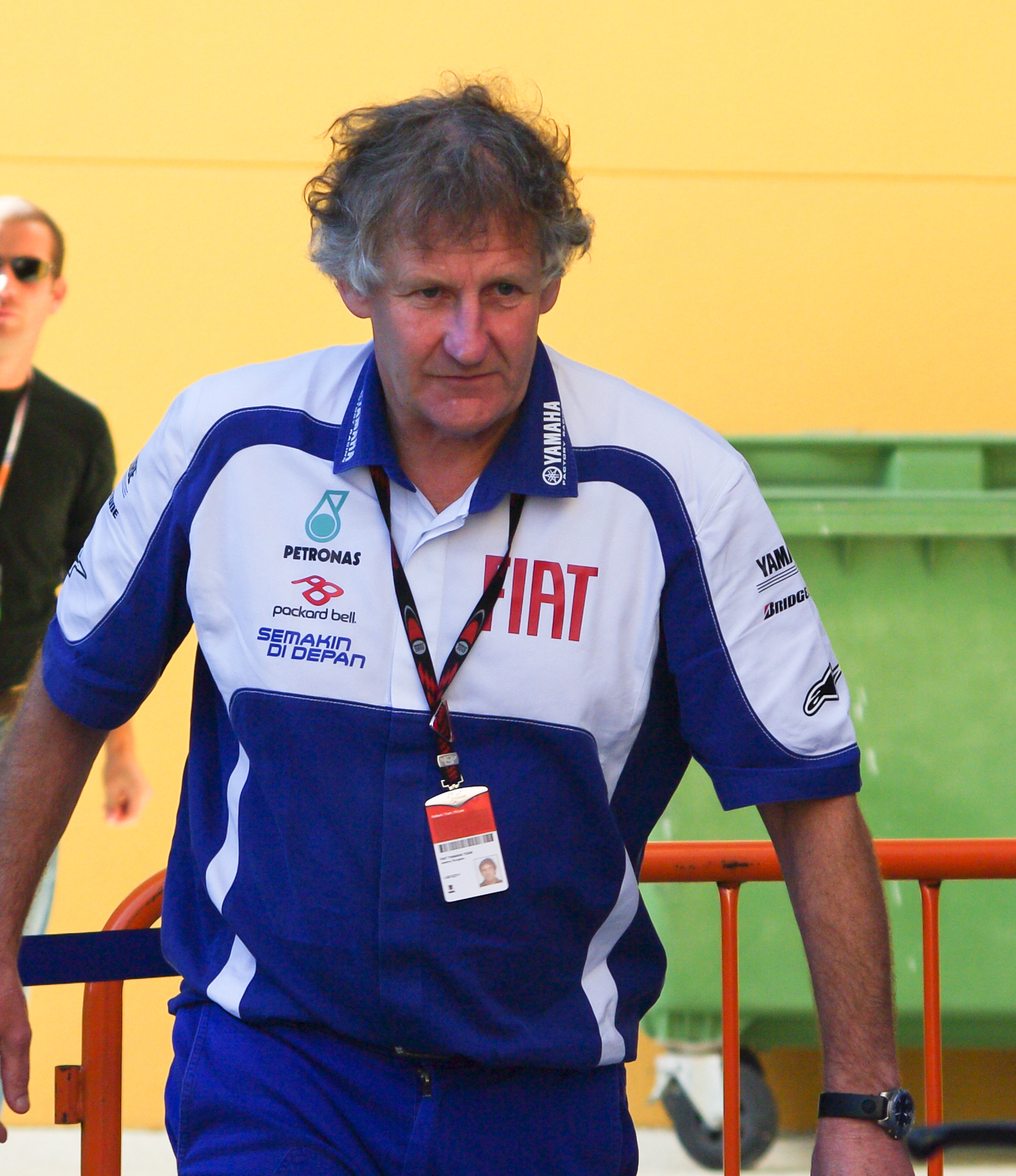
Burgess 2010

Jeremy Burgess (* 16. April 1953 in Australien) ist ein australischer Ingenieur und war als Chef-Techniker der Motorrad-WM-Fahrer Wayne Gardner, Mick Doohan und Valentino Rossi an deren Weltmeistertiteln beteiligt.

## Leben
Nach einem nationalen Titel als Fahrer auf einer Suzuki RG 500 wurde Burgess Anfang der 1980er Grand-Prix-Mechaniker und feiert mit Suzuki-Pilot Randy Mamola den ersten GP-Sieg. 1984 wechselt er ins Honda-Team von Freddie Spencer und Teamchef Erv Kanemoto. 1986 stieg Burgess zum Cheftechniker im Honda-Werksteam auf.
Wayne Gardner war der erste Fahrer, der mit Burgess als Renningenieur 1987 den WM-Titel in der Klasse bis 500 cm³ gewinnen konnte. Es folgten fünf Titel mit Mick Doohan von 1994 bis 1998. Nach Doohans Rücktritt vom aktiven Rennsport führte Burgess Valentino Rossi zwischen 2001 und 2005 zu ebenfalls fünf aufeinanderfolgenden Titeln in der Königsklasse des Motorradsports. 2008 und 2009 folgten der sechste bzw. siebte.
Nach fast 20 Jahren in Diensten von Honda wechselte Burgess 2004 zusammen mit Rossi zu Yamaha. Zur Saison 2011 folgte er Rossi zu Ducati. Burgess gilt als der Mastermind im Hintergrund von Rossis außergewöhnlichen Erfolgen.
In der Saison 2013 wechselte Rossi wieder zu Yamaha, und auch diesmal folgte ihm Burgess als Crew-Chief. Im November 2013, nach Abschluss der GP-Saison, gab Rossi dann die Beendigung der Zusammenarbeit bekannt. Rossi nannte als Begründung den Wunsch nach einem neuen Motivationsschub, der durch einen neuen Crew-Chief ausgelöst werde.
Von Burgess stammt die „80:20-Theorie“, nach der 80 % des Erfolgs eines Rennfahrers das Fahrkönnen und 20 % die Leistungsfähigkeit des Motorrads ausmacht.